# J.F. Sjöberg
J.F. Sjöberg var en svensk tecknare och miniatyrmålare verksam på 1700-talet.
Om Sjöbergs utbildning finns inga säkra kända uppgifter men man vet att han 1772 var verksam som kringresande miniatyrmålare och teckningslärare. Han erbjuder bland annat genom en annons i Götheborgs Nyheter sina tjänster som målare och lärare i bildkomposition. Bland hans bevarade arbeten finns på Göteborgs historiska museum en handteckning av ostindiefararen Stockholms undergång vid Shetland 1745 men utformningen av teckningen tyder på att Sjöberg ej var åsyna vittne till händelsen. Hans konst består av teckningar samt miniatyrmåleri med blomsterstilleben, porträtt, landskapsmålningar och historiska målningar.  